# Googie-architectuur

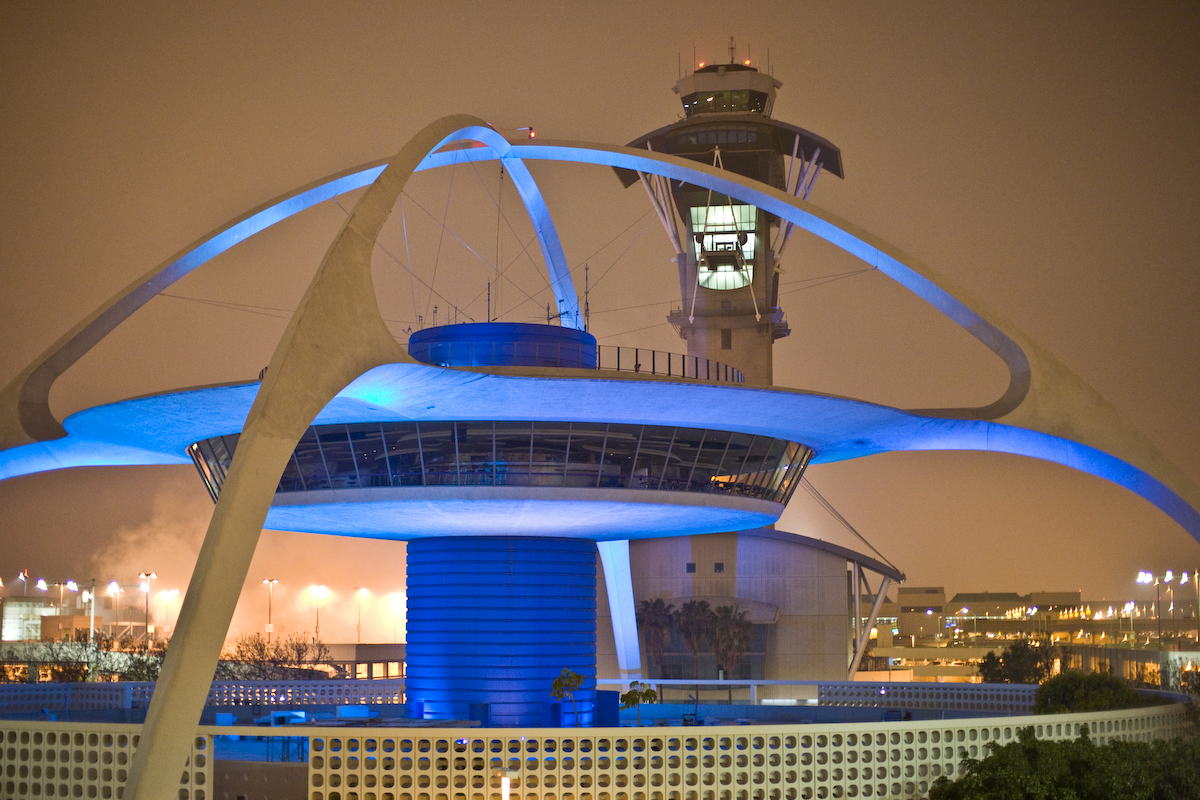
“Theme Building”, een restaurant in de Los Angeles International Airport (LAX). Dit gebouw is tegenwoordig een historisch monument.

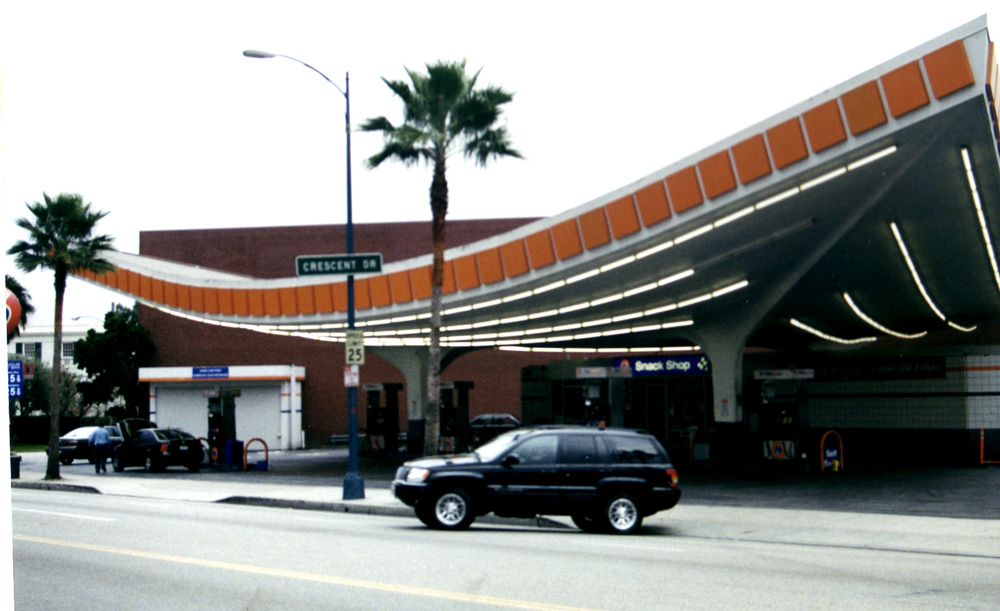
Benzinestation in Beverly Hills

Googie-architectuur is een bouwstijl die binnen het futurisme valt, ontstaan in het zuiden van Californië in de jaren 1940. Deze stijl maakt gebruik van ongebruikelijke vormen en werd geïnspireerd door streamline Design, de autocultuur, het ruimtevaarttijdperk en het atoomtijdperk. De stijl wordt ook wel Populuxe en Doo Wop genoemd en ligt dicht tegen de Mid-century modern aan die in dezelfde periode populair was.
Onder de belangrijkste kenmerken van Googie-architectuur bevinden zich de krullende, hellende daken; ook het overdadig gebruik van glaspartijen, staal en neonverlichting is kenmerkend. Bovendien werden heel wat vormen uit het ruimtevaarttijdperk gebruikt die beweging uitdrukken, zoals boemerangs, vliegende schotels en parabolen, en vrije vormen zoals verzachte parallellogrammen. Deze stilistische kenmerken weerspiegelden immers het belang dat de Amerikaanse samenleving hechtte aan futuristische ontwerpen en de fascinatie voor futuristische thema's. Net zoals gebeurde met de art deco uit de jaren 1930 werden heel wat bouwwerken die in deze stijl waren opgetrokken nadien weer afgebroken waardoor de voorbeelden schaars zijn.
De stijl was met name populair voor motels, tankstations, fastfoodrestaurants en bowlingzalen. Ook de architectuur in de tekenfilmserie The Jetsons is in deze stijl gebouwd. Een bekende architecten was Eero Saarinen die, het Theme Buildingrestaurant in Los Angeles, het TWA Flight Center in New York en het hoofdgebouw van de Internationale luchthaven Washington Dulles ontwierp. In de staat New Jersey werd in de periode 1950-1970 een complete hotelwijk in Googie-architectuur gebouwd, de Wildwoods Shore Resort Historic District. De wijk is tegenwoordig een historic district.

## Oorsprong
De benaming Googie heeft haar oorsprong in 1949, toen architect John Lautner het Googie's-koffiehuis ontwierp, met bijzonder vernieuwende architecturale kenmerken. Googie's bevond zich op de kruising van Sunset Boulevard en Crescent Heights in Los Angeles. De term Googie werd al gauw genoteerd als benaming voor de stijl, toen professor Douglas Haskell van Yale University en Julius Shulman op een dag door Los Angeles reden. Haskell stond er op om het gebouw van Googie's van naderbij te bekijken, en zei onmiddellijk "dit is Googie-architectuur." De naam bleef bekend nadat hij een artikel schreef dat gepubliceerd werd in het House and Home Magazine, in de editie van 1952. Het betreffende koffiehuis is niet meer te bezichtigen omdat het in de jaren 1980 werd afgebroken.

## Fotogalerij

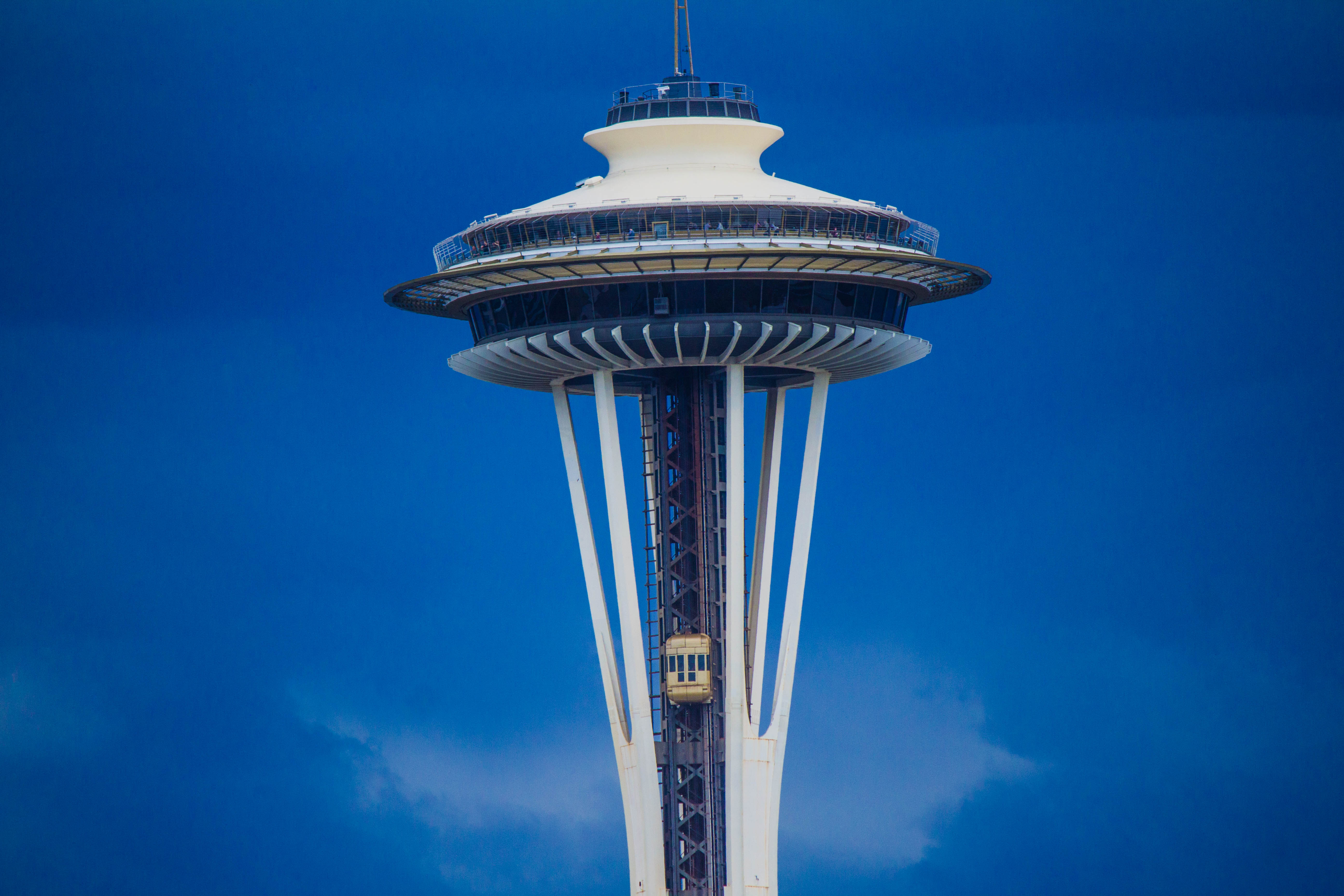
Space Needle
Het bord Welcome to Fabulous Las Vegas staat sind 2009 in het National Register of Historic Places
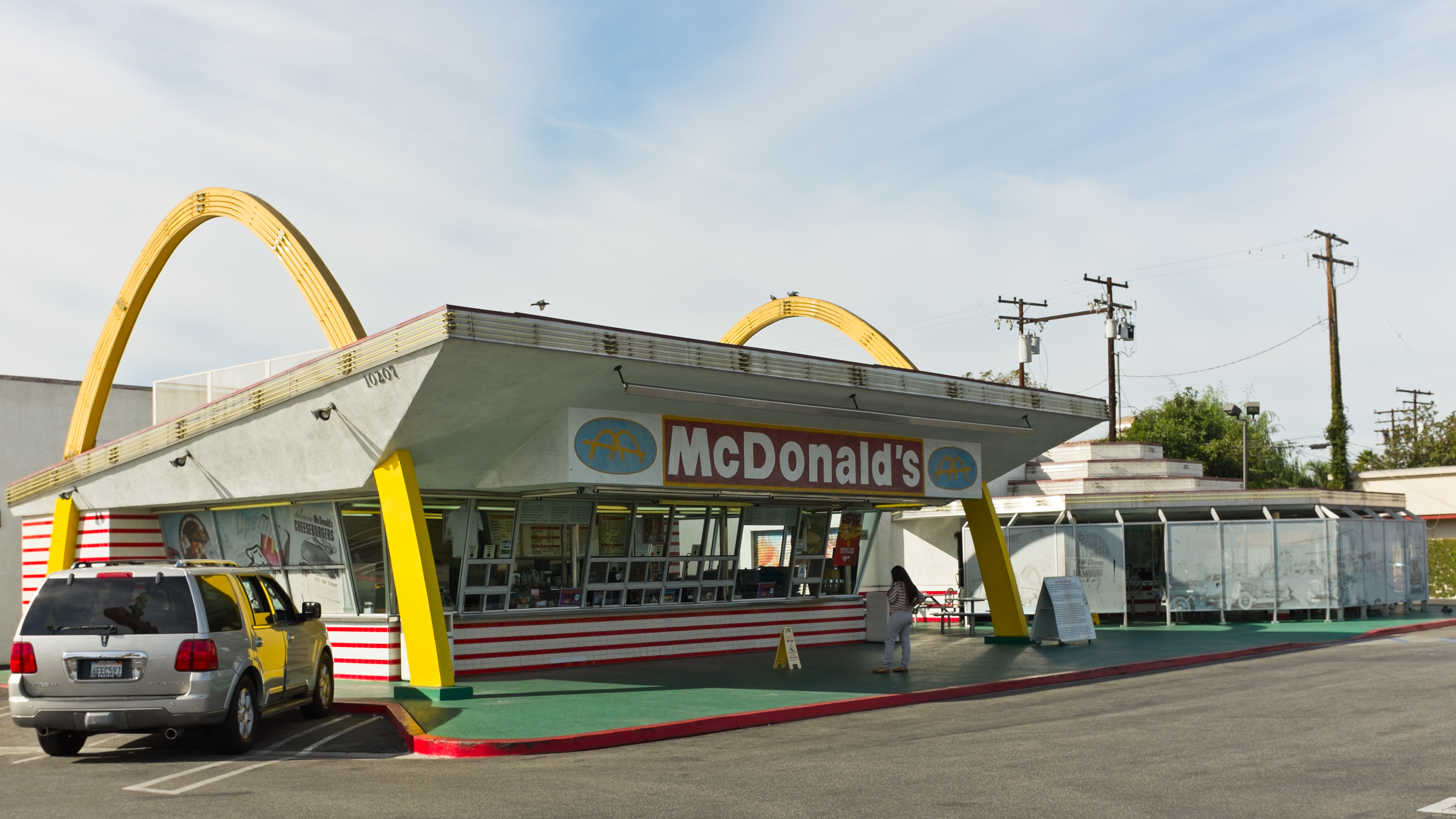
De oudste vestiging van McDonald's
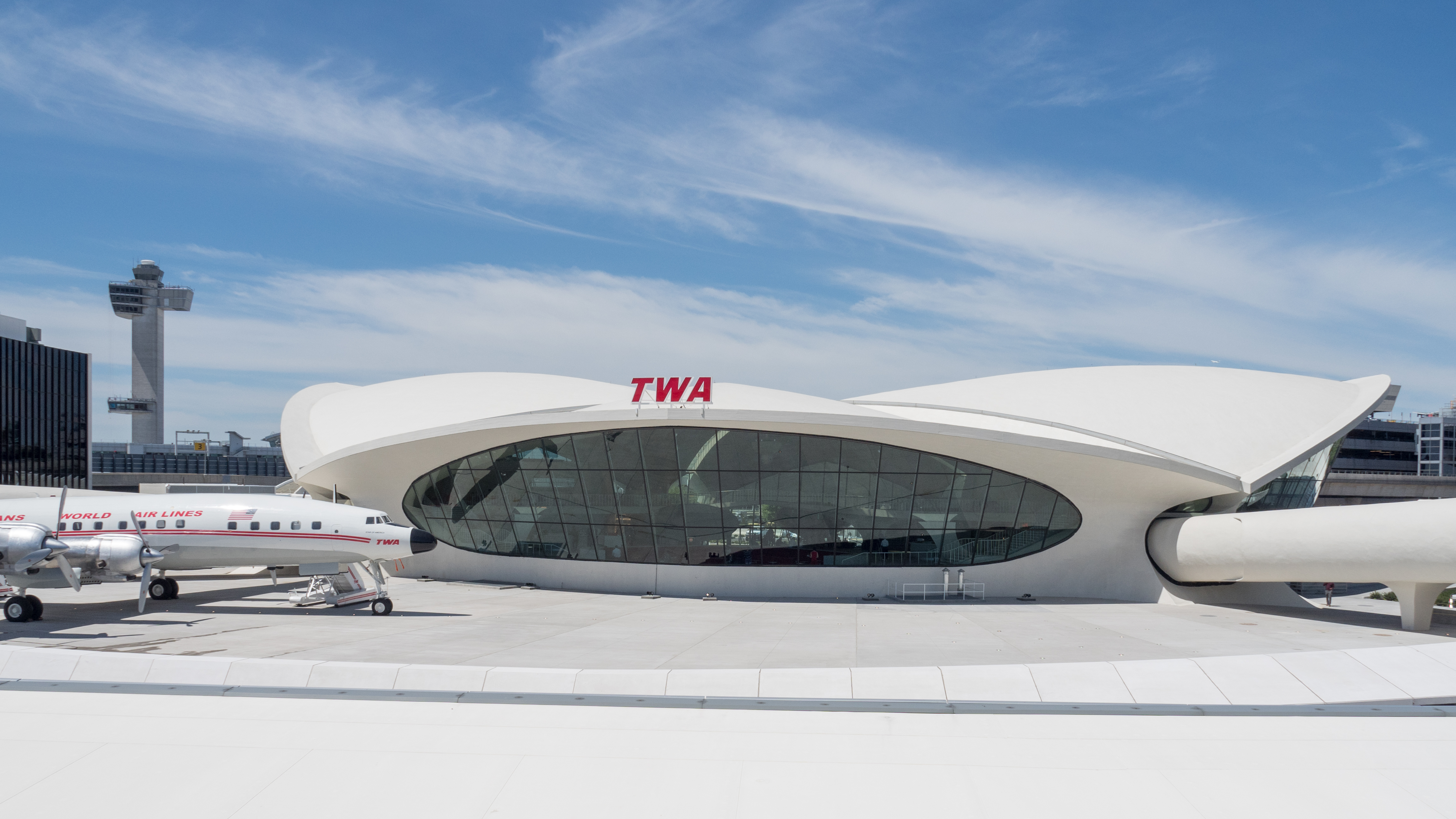
TWA Flight Center